# Bratan Cenov
Bratan Cenov Gavrilov (in bulgaro Братан Ценов Гаврилов?; Lukovit, 7 gennaio 1964) è un ex lottatore bulgaro, specializzato nella lotta greco-romana.

## Palmarès
- Giochi olimpici

Seul 1988: bronzo nei pesi mosca-leggeri;